# TT Nanny
TT Nanny var en oljetanker byggd av Uddevallavarvet 1978. Den var då den största tankern i världen med sina 499 000 dvt, och hade en längd på 364 meter och bredd på 79 meter. Inget annat enskrovsfartyg har varit bredare. Visserligen sjösattes 2013 kranfartyget Pioneering Spirit som har större bredd men den är en katamaran. Supertankern Nanny var en så kallad ULCC (Ultra Large Crude Carrier) och blev upphuggen i Kina 2003. 

## Tekniska data
Höjden från kölen till skorstenstoppen var 62 meter, som ett 20-våningshus. Det gick åt 310 000 liter färg för att måla fartyget.[källa behövs]
Fartyget var utrustat med två propellrar som var och en hade en diameter på 8,6 meter och vikt på 43 ton/st; de båda rodren hade en sammanlagd yta av 220 kvadratmeter och vägde 120 ton/st, två stycken ankare vart och ett med en vikt på 33 ton, ankarkättingen var 770 meter lång, varje malja (länk) vägde 255 kg.[källa behövs]
Nanny drevs av två ångturbiner tillverkade av General Electric med en sammanlagd effekt på 52 600 hästkrafter.[källa behövs] För att transportera en enda fartygslast med 37 tons tankbil + släp (totallängd 18 meter) skulle det behövas 16 200 stycken sådana och man skulle få en sammanhängande bilkö på 29 mil. Vid full last 499 000 ton och 24 meter djupgående var toppfarten 16 knop, men fartyget förbrukade endast 0,7 gram bränsle/tonkilometer medan en lastbil förbrukar 13,5 gram/tonkilometer.